# Gagalphedi
Gagalphedi es un pueblo ubicado en el distrito de Katmandú, provincia de Bagmati, Nepal.

## Superficie
Cuenta con una superficie de 10,8 kilómetros cuadrados.

## Demografía
Datos hasta 2015
- Población: 7133 habitantes.[1]
- Densidad de población: 662,8 habitantes por kilómetro cuadrado.[1]
- Población masculina: 3512 (49,2%).[1]
- Población femenina: 3621 (50,8%).[1]